# 아이디얼스
아이디얼스는 대한민국의 가수다. 2019년 싱글 앨범 [EGYPT]로 데뷔했다.

## 방송
- 인디한 밤 (2022)
- 아티스탁 게임 (2022) - 7위

## 공연
- MU:CON ONLINE 2020 (2020)
- HALLYU CON 2020 (2020)
- TUNE UP STAGE [튠업 23기 선정기념 공연＃01 ID : Earth X off the menu] (2022)

## 경력
- CJ문화재단 튠업 뮤지션 23기 (2022)